# Friedelshausen
Friedelshausen è un comune di 305 abitanti della Turingia, in Germania.
Appartiene al circondario (Landkreis) di Smalcalda-Meiningen (targa SM) ed è parte della comunità amministrativa (Verwaltungsgemeinschaft) di Wasungen-Amt Sand.